# Jang Jun
Jang Jun (16 aprile 2000) è un taekwondoka sudcoreano.

## Biografia
Ha rappresentato la Corea del Sud ai Giochi olimpici estivi di Tokyo 2020, dove ha vinto la medaglia di bronzo nel torneo dei -58 chilogrammi.

## Palmarès
- Giochi olimpici

Tokyo 2020: bronzo nei -58 kg.
- Mondiali

Manchester 2019: oro nei -58 kg.
- Campionati asiatici

Ho Chi Minh 2018: oro nei -54 kg.
- Mondiali

Burnaby 2016: oro nei -51 kg.